# 7 iulie
ianuarie • februarie • martie  • aprilie  • mai  • iunie  • iulie  • august  • septembrie  • octombrie  • noiembrie  • decembrie
7 iulie este a 188-a zi a calendarului gregorian și a 189-a zi în anii bisecți. Mai sunt 177 de zile până la sfârșitul anului.

## Evenimente

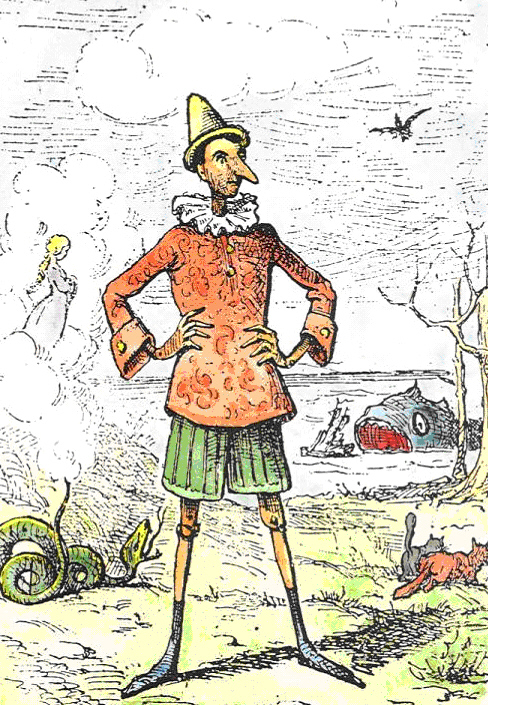
1881: La Roma apare prima poveste despre Aventurile lui Pinocchio, scrisă de Carlo Collodi.

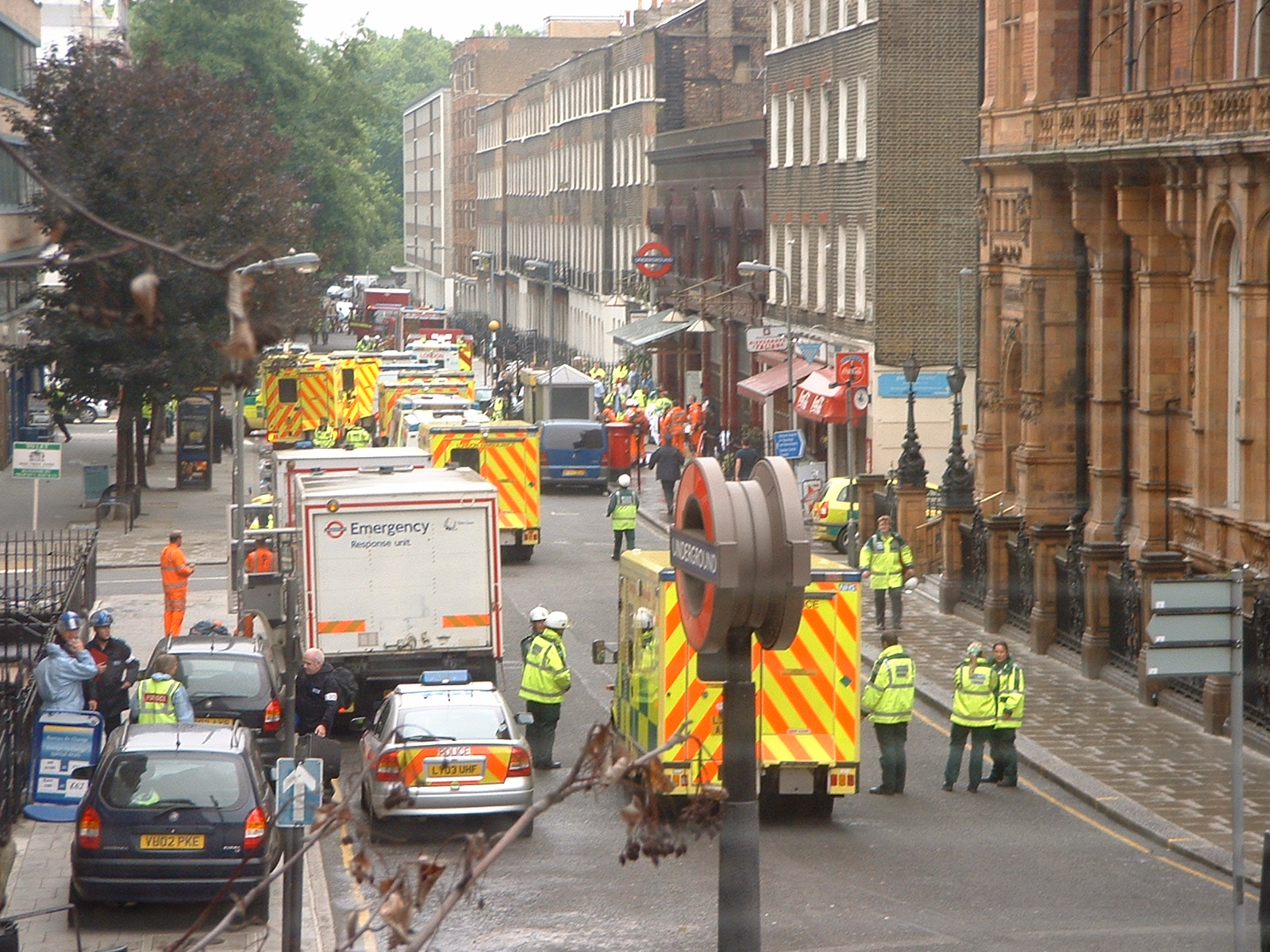
2005: O serie de patru explozii de natură teroristă zguduie sistemul de transport din Londra. Au fost uciși 56 de oameni (inclusiv cei patru atentatori) și peste 700 au fost răniți.

- 1456: La 25 de ani după execuție, Papa Calixt al III-lea a retras acuzația de erezie adusă Ioanei d'Arc.
- 1534: Exploratorul Jacques Cartier realizează primul său contact cu popoarele aborigene din Canada, pe partea nordică a golfului Chaleur, cel mai probabil cu tribul  Mi'kmaq; au avut loc unele schimburi comerciale.
- 1585: În Franța, Tratatul de la Nemours elimină toleranța față de protestanți.
- 1770: Are loc Bătălia de la Larga între Imperiul Rus și Imperiul Otoman terminată cu victoria decisivă a rușilor.
- 1807: Tratatul de la Tilsit dintre Napoleon I și Țarul Alexandru I pune capăt Războiului celei de-a Patra Coaliții.
- 1881: La Roma apare prima poveste despre Aventurile lui Pinocchio, scrisă de Carlo Collodi
- 1887: Ferdinand de Saxa-Coburg și Gotha-Koháry devine Prinț al Bulgariei, care în acest moment se află încă sub Imperiul Otoman. Recunoașterea oficială de către marile puteri europene s-a obținut în 1896.
- 1898: SUA anexează insulele Hawaii.
- 1930: A început în Statele Unite ale Americii construcția barajului Boulder, cunoscut în prezent ca barajul Hoover.
- 1937: Incidentul de la podul Marco Polo oferă armatei imperiale japoneze pretextul pentru începerea celui de-Al Doilea Război Chino-Japonez, care s-a terminat odată cu capitularea Japoniei din 1945.
- 1941: Armata română a ocupat localitatea Lipnic, atingând aliniamentul Nistrului.
- 1946: Aviatorul american Howard Hughes se prăbușește cu avionul Hughes XF-11 pe care l-a proiectat. El a supraviețuit, însă, grav rănit, nu s-a recuperat complet de la acest accident.
- 1956: Fritz Moravec și alți doi alpiniști austrieci reușesc prima ascensiune a vârfului Gasherbrum II (8.035 m).
- 1978: Insulele Solomon devin independente față de Marea Britanie.
- 1985: Boris Becker, jucător de tenis german, câștigă finala masculină a Wimbledon-ului; este cel mai tânăr câștigător - 17 ani și 7 luni.
- 1991: S-a constituit Partidul Alianței Civice, care, la 28 martie 1998, a fuzionat cu Partidul Național Liberal.
- 1999: În Israel, Guvernul format de liderul laburist Ehud Barak obține învestitura Parlamentului.
- 1999: Președintele Comisiei Europene, Romano Prodi, îi numește pe cei 19 comisari europeni care vor conduce viitorul executiv al UE.
- 2005: O serie de patru explozii de natură teroristă zguduie sistemul de transport din Londra. Au fost uciși 56 de oameni (inclusiv cei patru atentatori) și peste 700 au fost răniți.
- 2009: A început vizita oficială în România a suveranilor Belgiei, regele Albert al II-lea și regina Paola (7-9).
- 2013: Finala masculină de simplu de la Wimbledon este câștigată de scoțianul Andy Murray în fața sârbului Novak Djokovic. Murray devine primul britanic care câștigă Wimbledon de la Fred Perry în 1936.
- 2018: La mitingul aviatic de la Baza 86 Aeriană Borcea un pilot militar și-a pierdut viața după ce s-a prăbușit cu avionul de vânătoare MIG-21 Lancer.

## Nașteri
- 1207: Elisabeta a Ungariei (d. 1231)
- 1528: Arhiducesa Anna de Austria (d. 1590)
- 1638: François Barrême, matematician francez (d. 1703)
- 1766: Guillaume Philibert Duhesme, general francez (d. 1815)
- 1823: Domenico Morelli, pictor italian (d. 1901)
- 1843: Camillo Golgi, medic și fiziolog italian, laureat al Premiului Nobel (d. 1926)
- 1860: Gustav Mahler, dirijor și compozitor austriac (d. 1911)
- 1869: Fernande Sadler, pictoriță-gravor franceză (d. 1949)
- 1880: Luigi Chiarelli, dramaturg, critic de teatru și pictor italian (d. 1947)
- 1881: Hugo Dingler, om de știință și filozof german (d. 1954)
- 1882: Henri Alphonse Barnoin, pictor francez (d. 1940)
- 1884: Lion Feuchtwanger, scriitor german (d. 1958)
- 1886: Ion Hartulary-Darclée, compozitor  român (d. 1969)

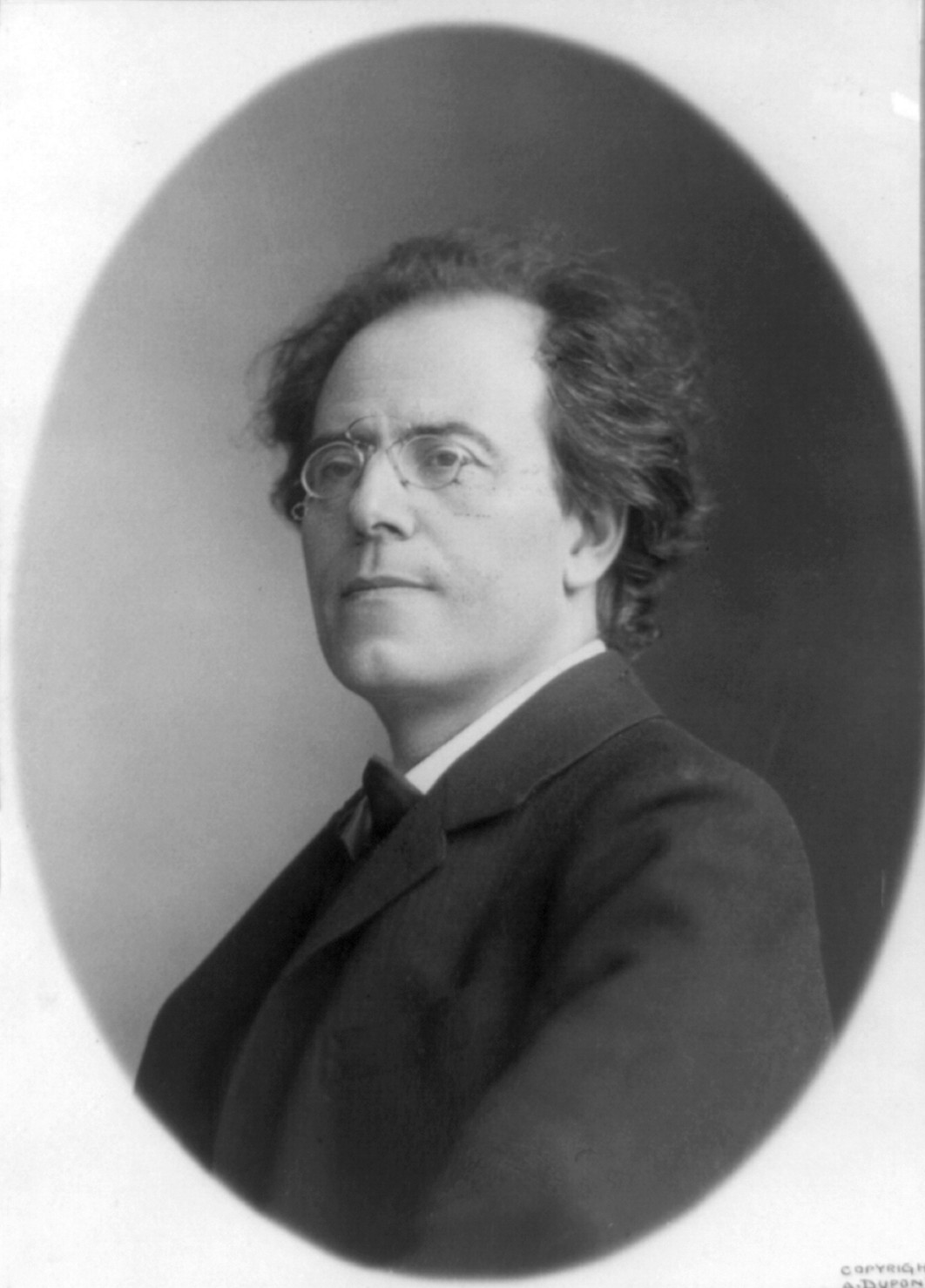
Gustav Mahler, compozitor austriac
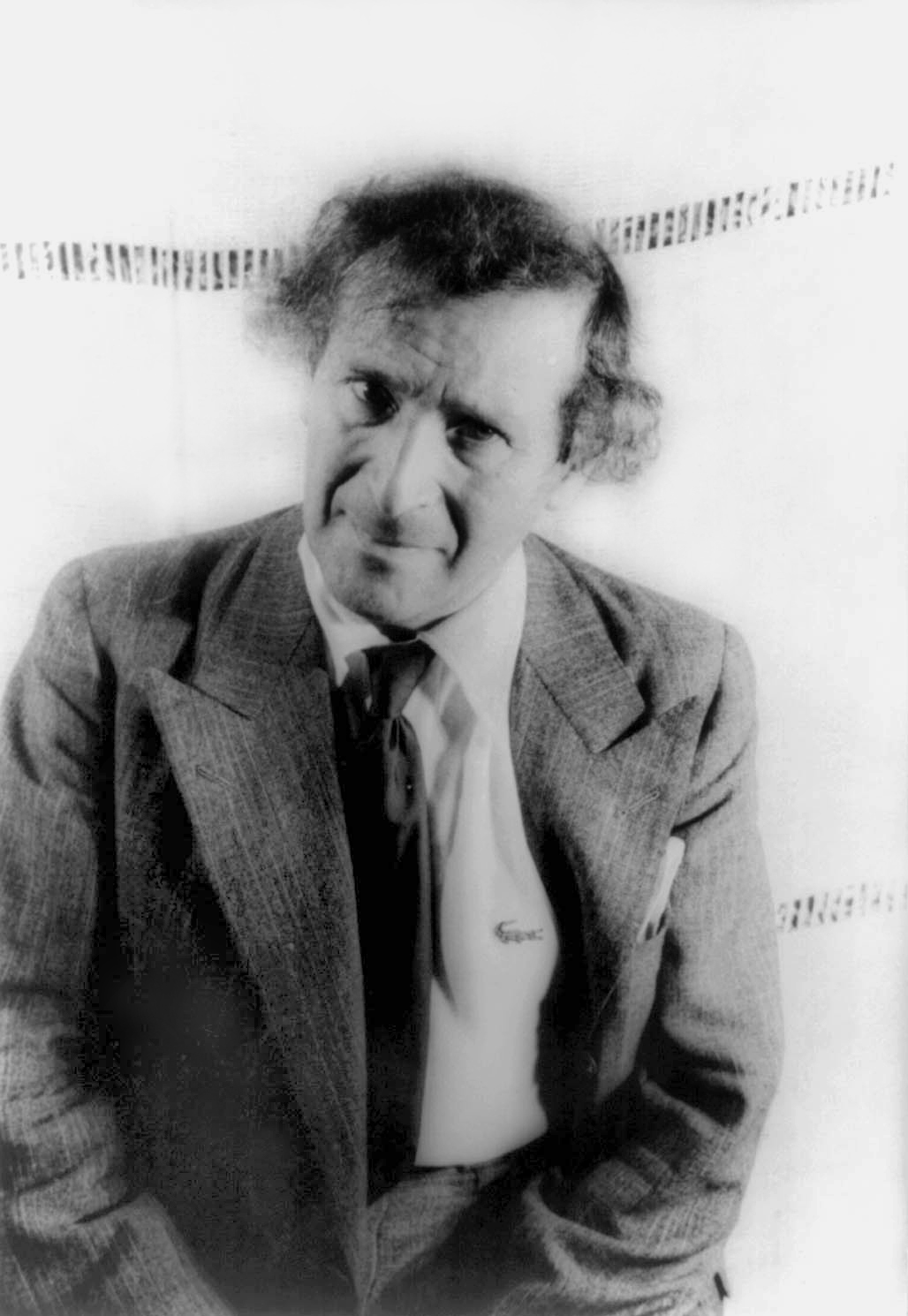
Marc Chagall, pictor de origine rusă
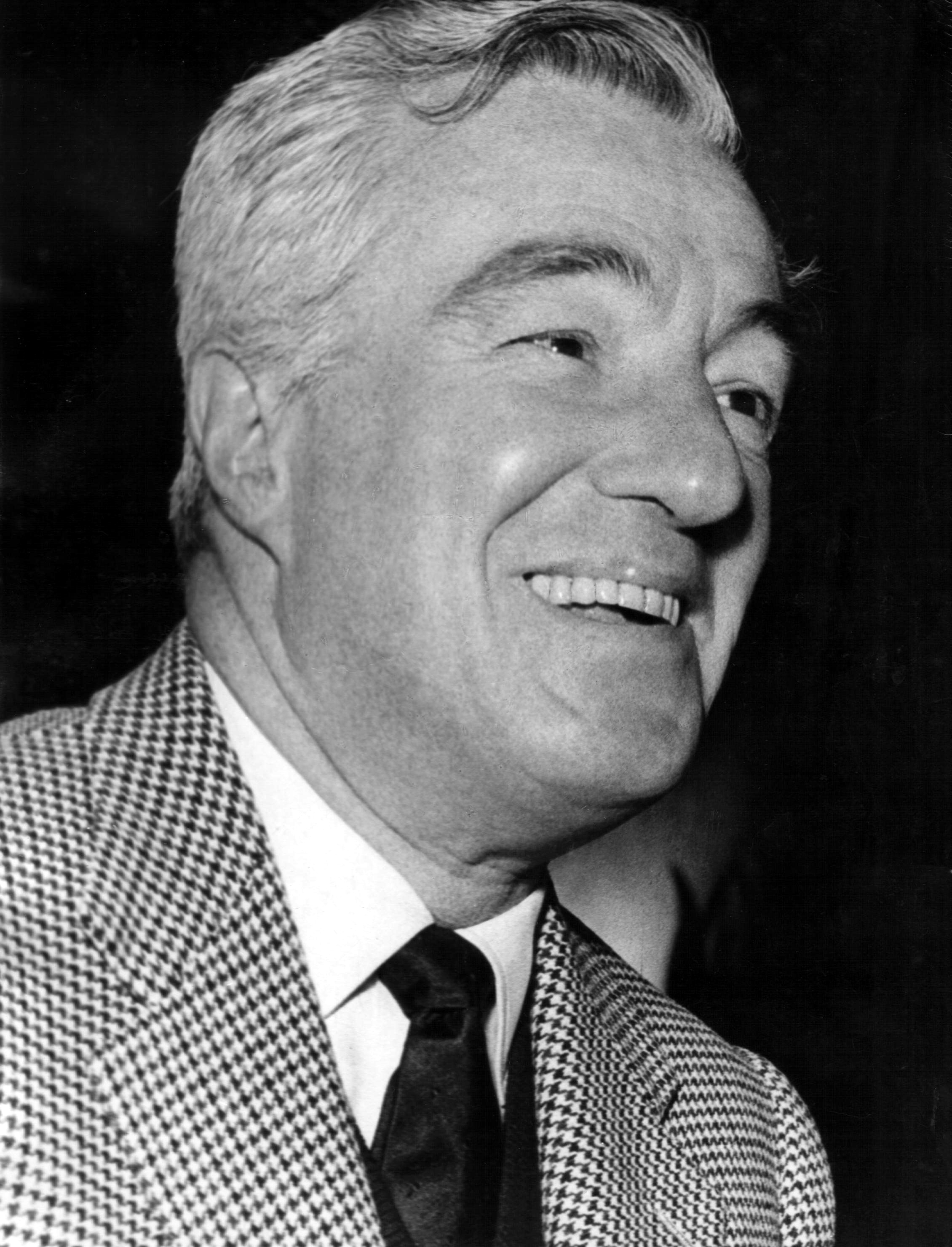
Vittorio De Sica, actor și regizor italian

- 1887: Marc Chagall, pictor de origine rusă (d. 1985)
- 1893: Miroslav Krleža, scriitor și enciclopedist croat (d. 1981)
- 1899: George Cukor, regizor de film american (d. 1983)
- 1901: Vittorio De Sica, actor și regizor italian (d. 1974)
- 1903: Steven Runciman, istoric britanic, cunoscut pentru operele sale asupra Evului mediu (d. 2000)
- 1907: Robert A. Heinlein, scriitor science-fiction american (d. 1988)
- 1923: Liviu Ciulei, regizor, scenograf, actor și arhitect român (d. 2011)
- 1925: Paul Solacolu, inginer hidrotehnician român (d. 2012)
- 1940: Ringo Starr, muzician britanic (The Beatles)
- 1943: Toto Cutugno, cântăreț italian (d. 2023)
- 1948: Tamás Barta, muzician maghiar (d. 1982)
- 1949: Shelley Duvall, actriță americană (d. 2024)
- 1951: Daniela Caurea, poetă română (d. 1977)
- 1959: Alessandro Nannini, pilot italian de Formula 1
- 1968: Jeff VanderMeer, autor american
- 1974: Liv Grete Poirée, biatlonistă norvegiană
- 1974: Gabriel Kajcsa, fotbalist român
- 1975: Nina Hoss, actriță germană
- 1984: Alberto Aquilani, fotbalist italian
- 1988: Anamaria Ioniță, atletă română

## Decese
- 1304: Papa Benedict al XI-lea (n. 1240)
- 1307: Regele Eduard I al Angliei (n. 1239)
- 1537: Magdalena de Valois, prințesă a Franței și regină a Scoției (n. 1520)
- 1572: Sigismund al II-lea Augustus al Poloniei (n. 1520)

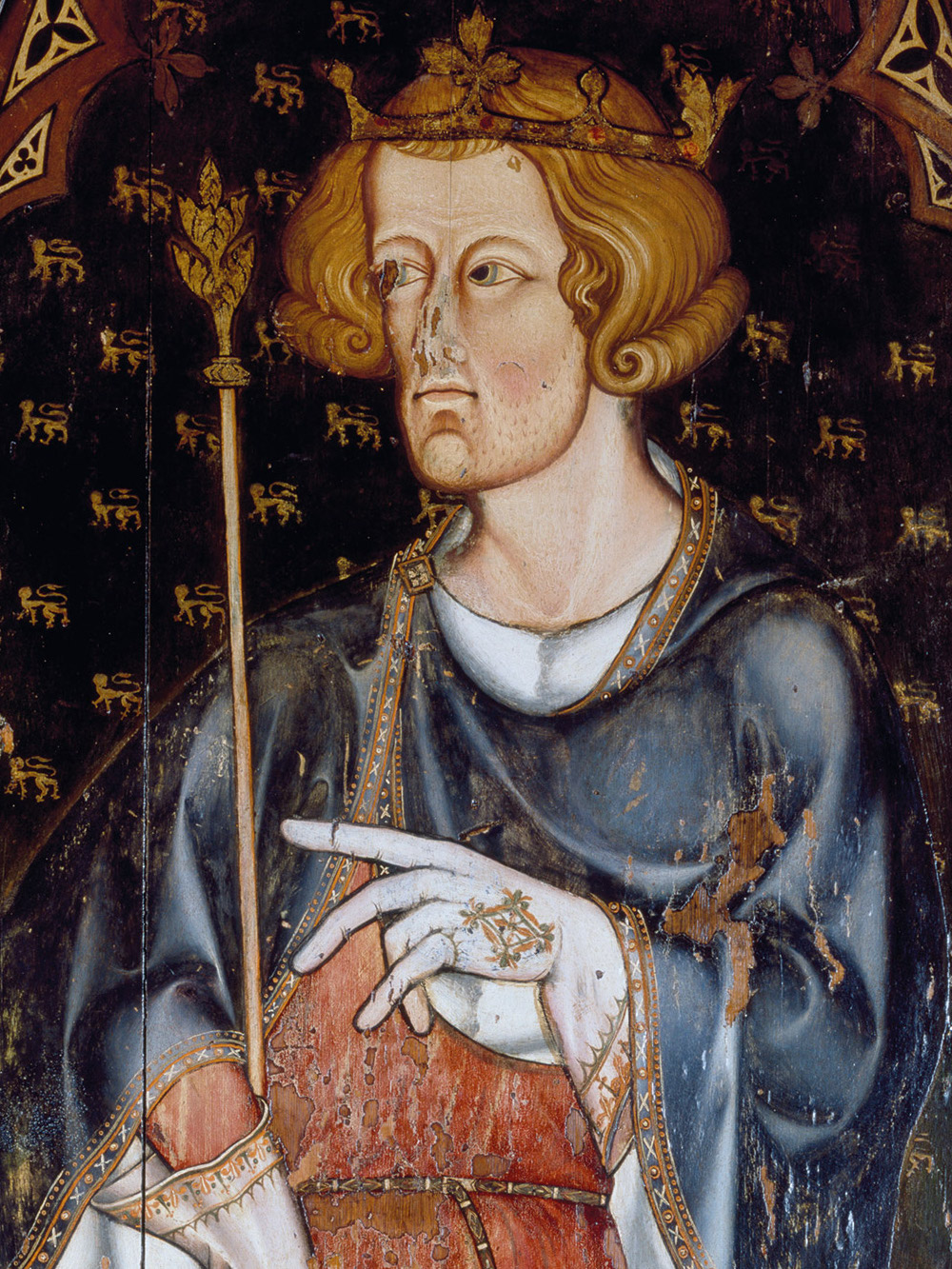
Eduard I al Angliei
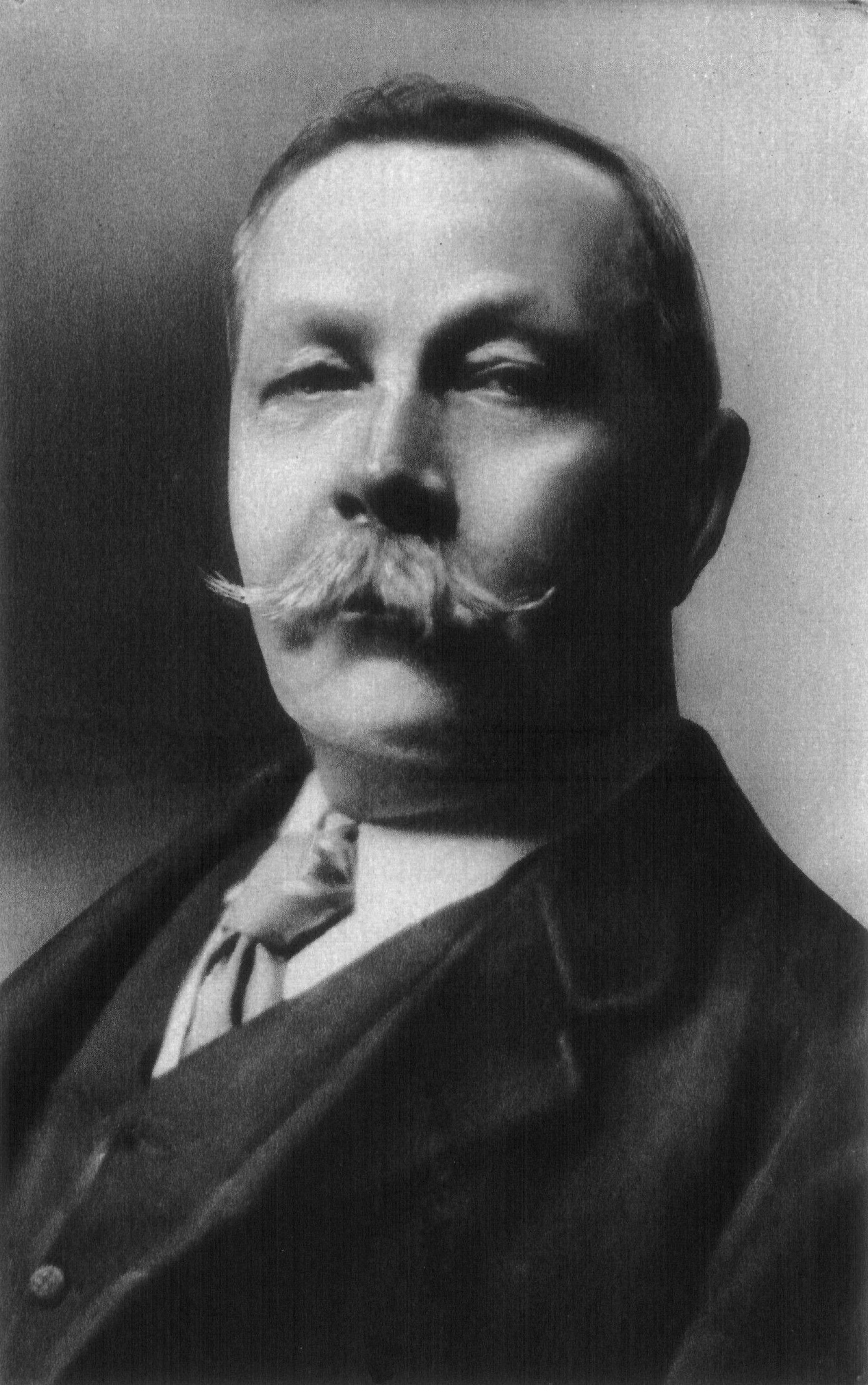
Arthur Conan Doyle, scriitor britanic
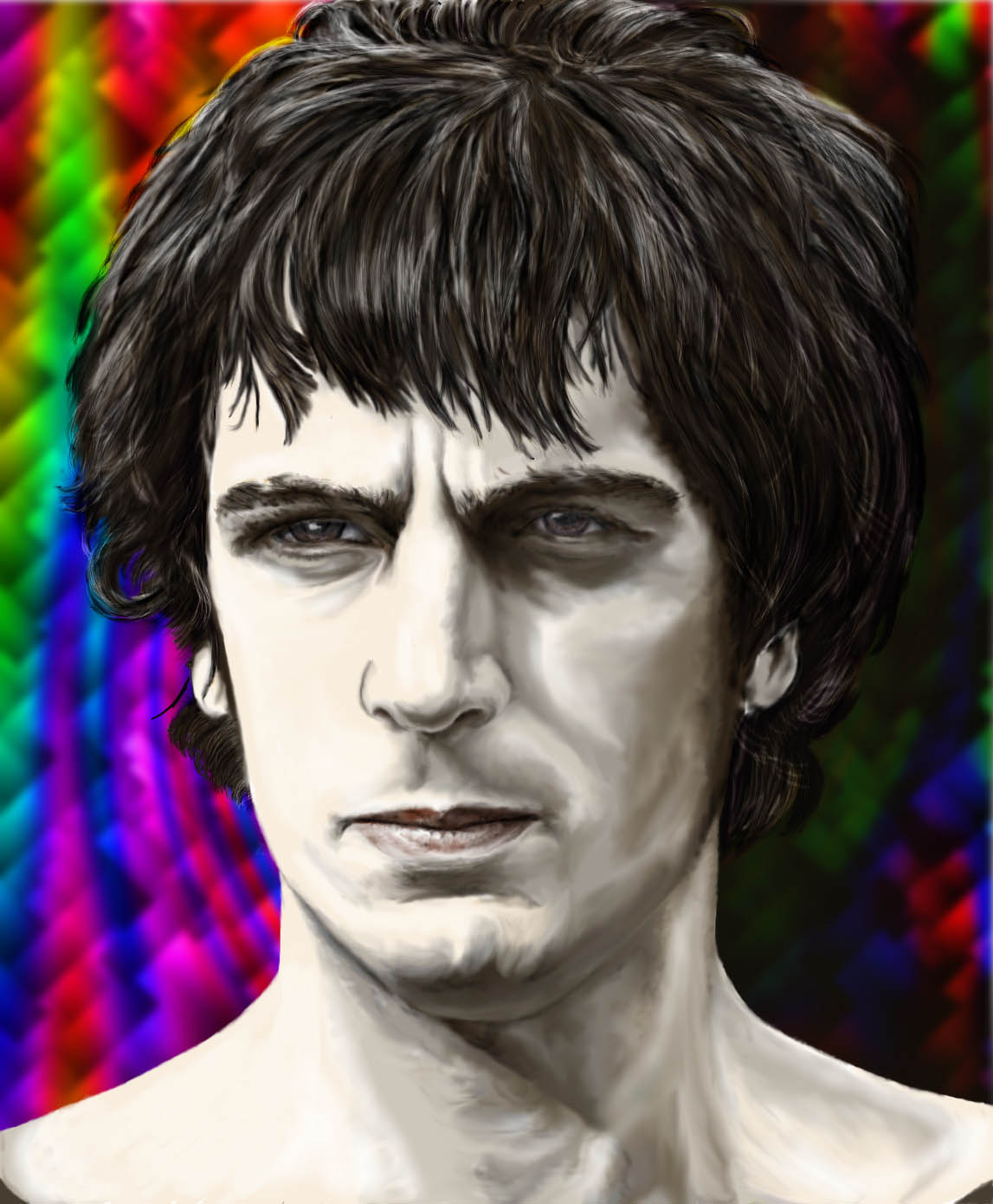
Syd Barrett, cântăreț, compozitor englez (Pink Floyd)

- 1799: William Curtis, botanist, entomolog, fitolog, micolog englez (n. 1746)
- 1892: Jan Czerski, geograf, geolog polonez (n. 1845)
- 1922: Jacques Bertillon, medic, demograf, matematician și statistician francez (n. 1851)
- 1930: Sir Arthur Conan Doyle, scriitor britanic (n. 1859)
- 1951: Dimitrie Voinov, biolog, zoolog, histolog și citolog român (n. 1867)
- 1973: Veronica Lake, actriță americană (n. 1922)
- 1976: Gustav Heinemann, om politic german (n. 1899)
- 1980: Prințul Dmitri Alexandrovici al Rusiei (n. 1901)
- 1988: Mihail Cruceanu, poet român (n. 1887)
- 1990: Hugo Enomiya-Lassalle, călugăr iezuit, maestru zen (n. 1898)
- 2004: Mihail Șerban, biochimist român, membru (2001) al Academiei Române (n. 1930)
- 2006: Syd Barrett, cântăreț, compozitor englez (Pink Floyd) (n. 1946)
- 2008: Ada Brumaru, muzicolog român (n. 1930)
- 2014: Alfredo Di Stéfano, fotbalist și antrenor de fotbal argentiniano-spaniol (n. 1926)
- 2014: Eduard Șevardnadze, general și politician georgian, al 2-lea președinte al Georgiei (n. 1928)
- 2015: Angela Ciochină, interpretă de muzică ușoară (n. 1955)
- 2021: Robert Downey, Sr., actor, scriitor, regizor și producător de film american (n. 1936)
- 2021: Carlos Reutemann, pilot argentinian de Formula 1 (n. 1942)

## Sărbători
- Sărbători religioase
  - Sf. Mare Muceniță Chiriachi (calendar ortodox)
  - Sf. Cuvioși Toma din Maleon și Acachie (calendar ortodox)
- Sărbători naționale
  - Nepal: Ziua națională - Aniversarea zilei de naștere a MS Regelui - Gyanendra (1946)
  - Insulele Solomon: Ziua națională  - Aniversarea proclamării independenței (1978)
  - Japonia: Tanabata, sărbătoarea stelelor